# Megistacantha horridum
Megistacantha horridum är en hakmaskart som först beskrevs av Luehe 1912.  Megistacantha horridum ingår i släktet Megistacantha och familjen Rhadinorhynchidae. Inga underarter finns listade i Catalogue of Life.